# The Pink Granite Industry at Milford, Mass.
The Pink Granite Industry at Milford, Mass. è un cortometraggio muto del 1913.à Non si conosce il nome del regista del film prodotto dalla Edison.

## Produzione
Il film, che venne girato a Milford, Massachusetts, fu prodotto dalla Edison Company.

## Distribuzione
Distribuito dalla General Film Company, il film - un documentario di 100 metri - uscì nelle sale cinematografiche degli Stati Uniti l'8 ottobre 1913. Nelle proiezioni, veniva programmato con il sistema dello split reel, accorpato in un'unica bobina con un altro cortometraggio prodotto dalla Edison, la commedia Boy Wanted.